# Star Trek: Sección 31
Star Trek: Sección 31 (título original en inglés: Star Trek: Section 31) es una película estadounidense de ciencia ficción para televisión que está dirigida por Olatunde Osunsanmi y escrita por Craig Sweeny para el servicio de streaming Paramount+. Es el primer telefilm y la decimocuarta película en general de la franquicia Star Trek y parte del universo ampliado de Star Trek del productor ejecutivo Alex Kurtzman. Es un spin-off de la serie Star Trek: Discovery y sigue a Philippa Georgiou, que ahora es una agente de la Sección 31, una división secreta de la Flota Estelar que se encarga de proteger la Federación Unida de Planetas.
Michelle Yeoh interpreta a Georgiou, retomando su papel en Discovery. En enero de 2019 se había confirmado el desarrollo de una serie de televisión derivada con Yeoh. Pero a causa de la pandemia de COVID-19 el rodaje se retrasó. Tras darle prioridad a otra serie derivada de Discovery, Star Trek: Strange New Worlds, Section 31 se adaptó a una película, que fue anunciada en abril de 2023. La película también es protagonizada por Omari Hardwick, Kacey Rohl, Sam Richardson, Sven Ruygrok, Robert Kazinsky, Humberly González y James Hiroyuki Liao. Está producida por CBS Studios en asociación con Secret Hideout y Roddenberry Entertainment. El rodaje comenzó en Toronto, Canadá, en enero de 2024 y terminó en marzo del mismo año.
Star Trek: Sección 31 se estrenó en la plataforma de streaming Paramount+ el 25 de enero de 2025.Recibió críticas mayoritariamente negativas de los críticos y algunos la consideraron la peor entrega de la franquicia de Star Trek.

## Premisa
La emperadora Philippa Georgiou se une a la Sección 31, una división secreta de la Flota Estelar encargada de proteger la Federación Unida de Planetas, y debe enfrentar los pecados de su pasado.

## Reparto
- Michelle Yeoh como Philippa Georgiou: La líder del Imperio Terrano en el Universo Espejo que viajó al Universo Prime y se unió a la Flota Estelar. Yeoh esperaba que el personaje no perdiera su "filo" como Emperatriz Georgiou, a pesar de aprender lecciones sobre compasión y humanidad durante su tiempo en Star Trek: Discovery.[6] 
  - Miku Martineau interpreta a una joven Georgiou.[7]
- Omari Hardwick  como Alok: un agente de la Sección 31 con "muchos problemas mentales" que quiere que Georgiou pague por su pasado.
- Kacey Rohl como Rachel Garrett: la futura capitana del USS Enterprise -C.[8]
- Sam Richardson como Quasi
- Sven Ruygrok como Fuzz y Wisp
- Robert Kazinsky  como Zeph
- Humberly González como Melle
- James Hiroyuki Liao como San

Además, Jamie Lee Curtis hace un cameo como "Control", el director cibernéticamente mejorado de la Sección 31.

## Producción

### Antecedentes
Durante la producción de la primera temporada de Star Trek: Discovery, la estrella invitada Michelle Yeoh le sugirió al productor ejecutivo Alex Kurtzman que hicieran una serie derivada con su personaje Philippa Georgiou. Yeoh hizo la sugerencia porque le encantaba interpretar al personaje y porque quería ser un modelo a seguir para las mujeres jóvenes asiáticas. Kurtzman estaba entusiasmado con la idea, pero no estaba seguro de si un spin-off sería factible ya que Discovery aún no se había lanzado. Después de que la actuación de Yeoh recibió respuestas positivas, los escritores de Discovery comenzaron a explorar la división de operaciones encubiertas Sección 31 como parte de su historia en la segunda temporada. Eso llevó a más discusiones sobre una posible serie derivada. En junio de 2018, después de convertirse en el único showrunner de Discovery, Kurtzman firmó un acuerdo general de cinco años con CBS Television Studios para expandir la franquicia de Star Trek más allá de Discovery a varias series nuevas, miniseries y series animadas. Yeoh estaba en conversaciones para protagonizar una serie derivada en noviembre, que se esperaba que siguiera la historia de la Sección 31 de su personaje. 
El servicio de streaming CBS All Access confirmó que estaba avanzando con el desarrollo del spin-off en enero de 2019, con los escritores de Discovery Bo Yeon Kim y Erika Lippoldt establecidos como escritores y showrunners. Kurtzman dijo que el proyecto estaba destinado a ser una serie continua en lugar de una miniserie limitada,  y agregó que Kim y Lippoldt habían comenzado a escribir mientras aún trabajaban en la segunda temporada de Discovery. Tenía la esperanza de que la nueva serie estuviera lista para comenzar la producción una vez que se completara la tercera temporada de Discovery. En marzo de 2019, el presidente de CBS Television Studios, David Stapf, dijo que el spin-off se produciría en Toronto, Canadá, como Discovery, pero que faltaban "un par de años", y Kurtzman esperaba que se lanzara en 2021 o 2022.  Yeoh confirmó que estaba trabajando en la serie el próximo mes.  Kurtzman dijo que los escritores de Discovery eran conscientes de que su representación de la Sección 31 era inconsistente con la introducción de la organización en la serie Star Trek: Deep Space Nine y que el spin-off mostraría su evolución desde su versión hasta su representación original, específicamente por qué se convierte en una "organización subterránea". Kurtzman citó a Killing Eve y la franquicia Misión: Imposible como influencias y dijo que Georgiou sería "una protagonista que es completamente poco confiable. Al final del día, ella va a hacer lo correcto, pero de la manera exactamente incorrecta". En julio, Shazad Latif indicó que podría repetir su papel de Ash Tyler en Discovery en el spin-off.  Se había establecido una sala de escritores a fines de noviembre, y Kurtzman dijo que el guion piloto completo "ocupa un área del universo Trek que nunca ha sido realmente explorada geográficamente. Tiene una nueva mitología". También comparó la serie con la película Unforgiven (1992).
A fines de enero de 2020, la serie se filmó de mayo a noviembre de 2020, en el recién inaugurado CBS Stages Canada en Mississauga, cerca de Toronto. En febrero de 2020, se informó que la serie se renovó para una segunda temporada para permitir que las dos primeras temporadas se filmaran consecutivamente. La producción de la tercera temporada de Discovery se completó ese mes, pero la filmación del spin-off se retrasó por el compromiso de Yeoh con la película Shang-Chi y la leyenda de los diez anillos (2021), que se filmaría de enero a mayo.  Los planes para comenzar a filmar la serie derivada en mayo pronto se retrasaron por la pandemia de COVID-19, y Kurtzman declaró más tarde que sus planes para la serie habían sido "completamente arruinados" por la pandemia. Para agosto de 2020, Kim y Lippoldt estaban trabajando con el escritor de Discovery Craig Sweeny para construir la serie; Sweeny se desempeñó anteriormente como showrunner en la serie producida por Kurtzman Limitless.  Kurtzman dijo que los escritores habían podido "avanzar bastante en los guiones" debido a los retrasos en la producción. Un mes después, el frecuente director de Star Trek, Jonathan Frakes, dijo que Kim y Lippoldt eran optimistas de que la serie se haría a pesar de que el trabajo comenzaba en una serie derivada de Discovery diferente, Star Trek: Strange New Worlds. Frakes había pedido dirigir el episodio piloto de Section 31, pero dijo que probablemente se contrataría a una directora ya que la serie era principalmente una "historia de mujeres". En marzo de 2021, ViacomCBS anunció que CBS All Access se ampliaría y cambiaría de nombre a Paramount+.
La tercera temporada de Discovery presenta a Georgiou en el episodio de dos partes "Terra Firma", lanzado en diciembre de 2020, que fue coescrito por Kim y Lipoldt. Dijeron que la historia del personaje para la temporada se desarrolló con "mucho cuidado", y termina con ella siendo transportada a un lugar y tiempo desconocidos donde se desarrolla el spin-off. Yeoh dijo que esperaba que el trabajo en el spin-off pudiera continuar "muy pronto".  En febrero de 2021, Kurtzman dijo que todavía se estaban llevando a cabo conversaciones sobre la realización de la serie, y que era optimista sobre que finalmente sucediera debido a los guiones ya completados.  Sin embargo, dijo que era poco probable que el spin-off se agregara a la lista de series de Star Trek Universe de Paramount + hasta que una de las cinco series existentes llegara a su fin.  En febrero de 2022, Kurtzman dijo que el spin-off de la Sección 31 todavía estaba en desarrollo y que su equipo estaba planeando una serie de Star Trek que se lanzaría dos o tres años después. Se esperaba que la serie fuera retomada por Paramount+ poco después. En mayo, Kurtzman dijo que él y su equipo se estaban centrando en desarrollar Sección 31 y Star Trek: Starfleet Academy como las próximas dos series de Star Trek. No se habían hecho más anuncios hasta enero de 2023, cuando la directora de programación de Paramount Streaming, Tanya Giles, dijo que el spin-off todavía estaba en desarrollo.

### Desarrollo
En marzo de 2023, después de revelar que Discovery terminaría con su quinta temporada, Kurtzman expresó su interés en hacer series de eventos más limitadas y películas de televisión para la franquicia en lugar de solo series de televisión tradicionales en curso. Reiteró que el proyecto todavía estaba en desarrollo. Un mes después, Paramount+ anunció que Star Trek: Section 31 avanzaba como una "película de evento" en streaming en lugar de una serie. Yeoh estaba destinada a repetir su papel en la película, que fue escrita por Sweeny y dirigida por el productor ejecutivo de Discovery, Olatunde Osunsanmi. La película fue descrita como "Misión: Imposible se encuentra con Guardianes de la Galaxia". Kurtzman había comenzado a convertir el proyecto de una serie a una película a mediados de 2022, después de darse cuenta de que Yeoh podría ganar un premio de la Academia por su papel en la película Everything Everywhere All at Once (2022) y su agenda probablemente estaría mucho más ocupada. Él y otros ejecutivos ya estaban interesados en expandir la franquicia a proyectos de eventos y estaban preocupados por sobresaturar la franquicia con demasiadas series de televisión en curso.
Inicialmente se esperaba que la producción de la película comenzara a fines de 2023,  según se informa en octubre, antes de que se retrasara por la huelga del Writers Guild of America de 2023 y la huelga de SAG-AFTRA de 2023. En mayo de 2023, Latif dijo que no había escuchado si estaría involucrado en la película, pero expresó interés en repetir su papel. A mediados de octubre, después de que terminó la huelga del Writers Guild, Kurtzman dijo que el trabajo en la película estaba en marcha nuevamente.  Anunció el inicio del rodaje en enero de 2024, cuando se revelaron miembros adicionales del elenco: Omari Hardwick, Kacey Rohl, Sam Richardson, Sven Ruygrok, Robert Kazinsky, Humberly Gonzalez y James Hiroyuki Liao.  Rohl interpreta a una versión joven de Rachel Garrett, quien fue interpretada por Tricia O'Neil en el episodio de Star Trek: La Nueva Generación "Yesterday's Enterprise", donde ella es la capitana del USS Enterprise -C. Sweeny dijo que los espectadores no necesitarían reconocer a Garrett para disfrutar de la película, ya que quería que hubiera una "baja barrera de entrada" para los nuevos fanáticos. También discutió las preocupaciones sobre hacer una película centrada en la Sección 31, reconociendo que la idea era "casi antagónica a algunos de los valores de Star Trek", pero sintiendo que había espacio en la visión del creador de Star Trek, Gene Roddenberry, para la franquicia para tener personas que no quieren trabajar juntas en el puente de una nave de la Flota Estelar.

### Rodaje
El rodaje comenzó en Pinewood Toronto Studios en Toronto, Canadá, el 29 de enero de 2024, bajo el título provisional Dovercourt.  Pinewood Toronto Studios es donde se produjo Discovery, y los decorados de esa serie se reutilizaron para la película.  El rodaje de Section 31 se llevó a cabo simultáneamente con la producción de la tercera temporada de Strange New Worlds en el cercano CBS Stages Canada, y las dos producciones compartieron el uso del escenario de video wall de Toronto de la compañía de efectos visuales Pixomondo para la producción virtual. Glen Keenan regresó de Discovery y Strange New Worlds como director de fotografía de la película. Se esperaba que la producción de Section 31 durara seis semanas y finalizara el 13 de marzo; Kazinsky anunció el final del rodaje el 21 de marzo y reveló que Joe Pingue, Miku Martineau y Augusto Bitter también formaban parte del elenco.

## Música
En enero de 2020, el compositor de Discovery Jeff Russo expresó su interés en componer también la banda sonora de Section 31, pero dijo que eso podría no ser posible debido a su carga de trabajo y a la gran cantidad de series de Star Trek que se estaban produciendo al mismo tiempo. Sugirió que podría supervisar a otros compositores para Section 31 y otras series si Kurtzman se lo pedía. Se confirmó que Russo compondría la banda sonora de la película en julio de 2024.

## Marketing
Kurtzman, Osunsanmi, Hardwick, Richardson y Rohl promocionaron la película durante un panel de "Star Trek Universe" en la Comic-Con de San Diego en julio de 2024. Se mostró un avance durante el evento, presentado por Yeoh a través de un mensaje de video. También se lanzó en línea. James Hibberd en The Hollywood Reporter dijo que el avance tenía un "tono rebelde" para la franquicia, comenzando con una advertencia de la Flota Estelar sobre "contenido inadaptado", usando un estilo diferente de gráficos de título de proyectos anteriores de Star Trek, destacando la historia de asesinato de Georgiou y llamándola una "mala perra", y estando ambientada en la canción contemporánea "Formation" de Beyoncé.

## Lanzamiento
Star Trek: Sección 31 se estrenó en el servicio de streaming Paramount+ el 24 de enero de 2025, en Estados Unidos y todos los demás países donde el servicio está disponible.

## Recepción
La mayoría de los críticos le dieron a la película una reseña negativa, y varios la encontraron la peor entrada en la franquicia.  Se convirtió en la película o serie de televisión de Star Trek con la calificación más baja en el sitio web de agregación de reseñas Rotten Tomatoes,  que informó un puntaje de aprobación del 17% y una calificación promedio de 4.30 sobre 10 según 46 reseñas. El consenso crítico del sitio web dice: "Sácalo de aquí, Scotty",  haciendo referencia en broma al eslogan de Star Trek a menudo mal citado "Transpórtame, Scotty".  Metacritic, que utiliza un promedio ponderado, asignó una puntuación de 37 sobre 100 según 16 reseñas, lo que indica reseñas "generalmente desfavorables". 
Daniel Cooper de Engadget dijo que Sección 31 era "la peor cosa que lleva el nombre de Star Trek".  James Whitbrook de Gizmodo dijo que era una "película de acción mediocre, y una Star Trek aún peor".  J. Bryan Lowder en Slate dijo que la película tenía poca conexión con el resto de la franquicia y una comedia inapropiada más adecuada para las películas de Marvel Studios como Guardianes de la Galaxia. Dijo que todos los aspectos de la película "hicieron que [Yeoh] fuera sucio", desde el vestuario y el maquillaje hasta la coreografía y el diálogo.  De manera similar, Jeannette Catsoulis de The New York Times encontró que los protagonistas eran más parecidos a superhéroes que personajes de Star Trek y escribió que la película era complicada y difícil de seguir.  Robert Lloyd de Los Angeles Times dijo que el proyecto se vio afectado por la transición forzada a una película de la serie originalmente planeada, convirtiéndose en un episodio piloto demasiado largo.  Andrew Cunningam, que escribió para Ars Technica, pensó que la película sería difícil de ver incluso para los fanáticos de Star Trek: Discovery y la franquicia en general. Dijo que el guion era vergonzoso y las actuaciones ridículas.